# 4 Gwardyjska Armia Pancerna
4 Gwardyjska Armia Pancerna (ros. 4-я гвардейская танковая армия) – związek operacyjny Armii Czerwonej, powstały z przemianowania 4 Armii Pancernej.

## Historia
4 Armia Pancerna 17 marca 1945 została przemianowana na 4 Gwardyjską Armię Pancerną. Jej dowódcą został gen. płk Dmitrij Leluszenko i pod jego dowództwem oraz pod nową nazwą uczestniczyła w operacji górnośląskiej, berlińskiej i praskiej. 
Po zakończeniu wojny pozostała w Niemczech w radzieckiej strefie okupacyjnej. Po wielu zmianach, w 1960 została przekształcona w 20 Gwardyjską Armię (ros. 20-я гвардейская общевойсковая Краснознамённая армия).

## Dowództwo armii
Dowódca:
- gen. płk Dmitrij Leluszenko[1] (4 APanc i 4 Gw.APanc, III 1944 - V 1945)

Członek rady wojennej:
- gen mjr Wasilij Gulajew

Szef sztabu:
- gen. mjr Karl Upman[2].

## Struktura organizacyjna
Skład w 1945:
- 5 Gwardyjski Korpus Zmechanizowany - dowódca gen. mjr Iwan Jermakow
- 6 Gwardyjski Korpus Zmechanizowany - dowódca płk Wasyl Orłow[3].
- 10 Gwardyjski Korpus Pancerny - dowódca płk Nił Czuprow, następnie gen. por. Jewtichij Biełow[4].